# Vlašićki sir
Vlašićki sir (także: travnički sir) – tradycyjny, sezonowy ser bośniacki z masywu Vlašić.
Produkt przygotowywany jest z surowego (niepasteryzowanego) mleka owczego autochtonicznej rasy Pramenka i naturalnej podpuszczki cielęcej. Po odcedzeniu jest krojony na bloki, które następnie są solone. Po osoleniu wkłada się je do drewnianych beczek celem dojrzewania w solance.
Ser jest biały, z niewielkimi dziurkami, jędrny. Ma miękką konsystencję i lekko słony smak. Serwowany jest jako dodatek do dań głównych. Zwłaszcza dobrze smakuje z chlebem, wędzonym mięsem oraz śliwowicą bośniacką. Produkowany jest w małych gospodarstwach przez indywidualnych producentów.
Według niektórych źródeł technologię produkcji sera przywieźli pasterze-nomadowie (zwani Arnautami ze wschodu (prawdopodobnie z okolic Peštery i Sjenicy). Początki jego produkcji w masywie Vlašić sięgają drugiej połowy XIX wieku.
Ser spełnia pewne warunki dla ochrony oznaczeniem geograficznym. Badania wykazują jednak, że mimo renomy, dawniej tożsame produkty vlašićki i travnički znacznie zaczęły się różnić w zakresie surowców użytych do produkcji i obszaru wytwarzania. Z tego powodu proponuje się obecnie, aby nazwa vlašićki uzyskała ochronę dla sera owczego, a travnički dla krowiego.